# Сагалуев, Батор Александрович
Батор Александрович Сагалуев (род. 7 июля 1991, Охор-Шибирь, Тункинский район, Бурятия) — российский (бурятский) боксёр, чемпион (2015) и призёр чемпионатов России (2016, 2017), чемпион Европейских игр 2015 года, мастер спорта России международного класса (2015). Живёт в Улан-Удэ.

## Спортивные результаты
- Европейские игры 2015 года — ;
- Чемпионат России по боксу 2015 года — ;
- Чемпионат России по боксу 2016 года — ;
- Чемпионат России по боксу 2017 года — ;
- Чемпионат России по боксу 2018 года — ;

В 2015 году стал чемпионом России по боксу. На этом чемпионате во время финального боя сломал руку, но довёл бой до конца. В 2016 году во время матча сборных команд России и Венесуэлы на турнире World Series Boxing в четвёртом раунде нокаутировал чемпиона Венесуэлы Кальдеронеса. Встреча завершилась со счётом 3-2 в пользу сборной России;